# Anomala gudzenkoi
Anomala gudzenkoi är en skalbaggsart som beskrevs av Jacobson 1903. Anomala gudzenkoi ingår i släktet Anomala och familjen Rutelidae. Inga underarter finns listade i Catalogue of Life.